# Friedrich Traugott Kützing
Friedrich Traugott Kützing (ur. 8 grudnia 1807 w Ritteburgu, zm. 9 września 1893 w Nordhausen) – niemiecki botanik i mykolog.

## Życiorys i praca naukowa
Studiował nauki przyrodnicze w Halle. Odbył podróż botaniczną do Dalmacji, Włoch i Alp, a w 1838 został nauczycielem nauk przyrodniczych w szkole średniej w Nordhausen. W 1843 został mianowany profesorem, w 1883 przeszedł na emeryturę. 
Szczególne osiągnięcia miał w badaniu glonów. Jego wydana w 1849 r. praca Species algarum zawiera wszystkie znane wówczas gatunki. Napisał też: Synopsis Diatomearum (1833), Tabulae phycologicae (1845–1870, 20 tomów, 2000 kolorowych tablic), Phycologia generalis, oder Anatomie, Physiologie und Systemkunde der Tange (1843, z 80 kolorowymi tablicami) i wiele innych. W pracy Grundzüge der philosophischen Botanik (1851–1852, 2 tomy) walczył z koncepcją niezmienności gatunków.
Kützing pracował również nad drożdżami. Był jednym z pierwszych naukowców, którzy niezależnie od Charles Cagniard de la Toura i Theodora Schwanna w 1837 roku udowodnili znaczenie drożdży w fermentacji alkoholowej. Zajmował się organizmami grzybopodobnymi i jest autorem taksonu Saprolegniaceae.  
W naukowych nazwach utworzonych przez niego taksonów dodawany jest skrót jego nazwiska Kütz.